# トム・マテラ
トム・マテラ（Tom Matera、1980年12月23日 - ）は、アメリカ合衆国のプロレスラー。マサチューセッツ州スプリングフィールド出身。アントニオ（Antonio）またはアントニオ・トーマス（Antonio Thomas）のリングネームで知られる。
かつてWWEに所属しており、当時の公式プロフィールではフロリダ州パナマシティ出身とされていた。

## 来歴
2001年、プロレスラーとしてのキャリアを開始し、現在でも使われているアントニオ・トーマス（Antonio Thomas）のリングネームでデビュー。EWA（Eastern Wrestling Alliance）、NECW（New England Championship Wrestling）、カオティック・レスリングなどニューイングランドを拠点とする団体でキャリアを積んだ。
2003年、元WWF所属のスティーブ・ブラッドリーが主催する団体であるWFA（Wrestling Federation of America）にてトレーニングを始める一方、試合にも出場しWFAヘビー級王座を奪取した。
2004年、EWAに参戦した際にはEWAタッグチーム王座を奪取。この時のタッグパートナーであったジョニー・ハートブレイカーは、後にWWEでザ・ハート・スロブスを結成した際のパートナーであるロメオである。
同年7月、WWEとディベロップメント契約し、入団。傘下団体であるOVWでのトレーニングを経て、2005年2月にアントニオとタッグチームを再結成。2005年4月18日、PPVであるBacklash 2005のターモイル・マッチ形式による世界タッグ王座戦において、ザ・ハート・スロブスとしてウィリアム・リーガル & タジリを相手にWWE公式デビュー。
以降、RAWの前座番組であるHeatでの出番が主になり、ダンスなどで盛り上げる一方で試合ではジョバーとして役回りが多くなり、2006年にアントニオと共にWWEから解雇となった。
WWE解雇後はリングネームをアントニオ・トーマスに戻し、ロメオと共にインディー団体にて活動。2007年にはTNAに参戦。サプライズ枠での登場でザ・ハート・スロブス以前に使っていたザ・ハート・ブレイカーズのタッグ名でブードゥー・キン・マフィアと試合を行うが敗れた。
2010年、全日本プロレスに留学生として参戦。ジュニア・ヘビー級を主戦場とし、ジュニア・ヘビー級リーグ戦に出場するがAブロックで4点という結果に終わった。

## 得意技
プロミスランド
フィニッシャー。スウィンギング・ネックブリーカー
インディアン・デスロック
セントーン
主にミドルロープから仕掛ける。
フィギュアフォー・レッグロック
ヒップトス
ドロップキック
エレクタイル・ディスファンクション
ロメオとの合体技。ダブルSTO

## 獲得タイトル
EWA
- EWAヘビー級王座 : 1回
- EWAタッグチーム王座 : 1回

w / ジョニー・ハートブレイカー
- EWAニューイングランドヘビー級王座 : 1回

ENCW
- ENCWタッグチーム王座 : 1回

w / チャド・ストーム
NRPW
- NRPW世界タッグチーム王座 : 1回

w / ジョニー・ハートブレイカー
WFA
- WFAヘビー級王座 : 1回

他、米インディ団体を中心に多数のタイトルを獲得。